# Miriam di San Servolo
Maria Petacci, dite Miriam di San Servolo ou Mariam Day, née le 31 mai 1923 à Rome et morte le 24 mai 1991 dans la même ville, est une actrice italienne.

## Biographie
Elle est la sœur de Clara Petacci, maîtresse de Benito Mussolini, assassinée avec lui le 28 avril 1945.
Après la guerre, elle émigre en Espagne, alors franquiste, où elle continue sa carrière.
Elle repose au cimetière de Campo Verano, aux côtés de sa sœur.

## Filmographie

### Cinéma
- 1942 : Le vie del cuore : Duchesse Anna Castellani
- 1943 : L'amico delle donne : Diana De Simerose
- 1943 : Sogno d'amore : Mary
- 1946 : El emigrado : Dorothy Willis
- 1947 : Lluvia de hijos
- 1948 : Confidencia : Maria
- 1948 : Dona Maria la Brava : Reine Isabel
- 1949 : L'invasore
- 1950 : Tempestad en el alma
- 1950 : Cita con mi vierjo corazon
- 1950 : Flor de lago
- 1950 : Vendaval : Isabel II
- 1952 : Torturados : Diana
- 1954 : Bonnes à tuer : Maggy Lang
- 1984 : Claretta : Elle-même

## Publications
- Il cinema : grande storia Illustrata, De Agostini, 1981
- Chi ama è perduto, Reverdito, 1988